# Чеботарь, Анатолий Алексеевич
Анатолий Алексеевич Чеботарь (7 апреля 1941, Кишинёв — 12 ноября 1971, Винница) — советский футболист, играл на позиции нападающего.

## Биография
Родился 7 апреля 1941 года в Кишинёве.
В 1963 году после окончания Криворожского авиационного училища гражданской авиации отработал три месяца, получил диплом и вместе со своим приятелем Валерием Яворским перебрался по приглашению в Бельцы, в «Строитель», выступавший в классе «Б». В том же году они выиграли кубок среди футбольных школ СССР. В «Строителе» им заинтересовалась «Молдова» из Кишинёва.
В 1966 году перебрался в Махачкалу, в том же году у него родился первый ребёнок. В следующем сезоне клуб возглавил Иван Золотухин, бывший тренер «Авынтула», а сам Чеботарь перебрался в пятигорский «Машук», где играл до окончания карьеры.
После окончания футбольной карьеры, по настоянию матери, пошёл работать по специальности.
Погиб 12 ноября 1971 года в авиакатастрофе в Виннице.